# Sorghum versicolor
Sorghum versicolor är en gräsart som beskrevs av Nils Johan Andersson. Sorghum versicolor ingår i släktet durror, och familjen gräs. Inga underarter finns listade i Catalogue of Life.